# 村上一平
村上 一平（むらかみ いっぺい、大正10年（1922年）1月8日 - ）は、日本の実業家。医療法人 同愛会 博愛病院理事長。ハクアイ社長。裁判所調停委員。
元米子市長野坂寛治は、父常三のいとこにあたる

## 経歴
鳥取県米子市尾高町出身。
啓成小学校、米子中学校（現在の米子東高校）を経て昭和19年（1944年）京都帝国大学経済学部卒業。昭和21年（1946年）米子市国民健康保険組合常務理事。昭和23年（1948年）米子信用金庫勤務、昭和29年（1954年）米子駅前支店長（初代）、昭和33年（1958年）米子西支店長。
昭和36年（1961年）市長である野坂が大山観光開発の社長になったので手伝うために入社する。土地を買い、リフトをかけ、ゴルフ場をつくるなど無から有を創造する仕事だった。
野坂が死去し、初期の事業の形が出来上がるころ、松本僌（後の米子市長）よりの懇請で博愛病院に移った。

## 人物像
昭和24年（1949年）青砥昇（後の山陰放送社長）、松本僌（後の米子市長）など10名ばかりが集まって｢三十路会｣が結成された。昭和27年（1952年）｢三十路会｣を拡大して｢紀洋会｣という親交団体ができた。この名称はその年に生れた青砥昇の長女と村上の長男の名をとって“紀洋”とした。｢紀洋会｣が専門大店青年部と協力して青年会議所に発展的解消を遂げたのは昭和33年（1958年）7月12日であった。初代理事長稲田松太郎、総務委員長村上一平、事務局長山本盛夫。。

## 関連
- 鳥井道夫（サントリー名誉会長） - 海軍で特に親しくしていた[3]
- 青砥順（米子信用金庫会長）
- 青砥昇（山陰放送社長）
- 大場一誠（大場医院顧問院長）
- 松本僌（米子市長）
- 米子信用金庫